# Sparda-Bank Baden-Württemberg

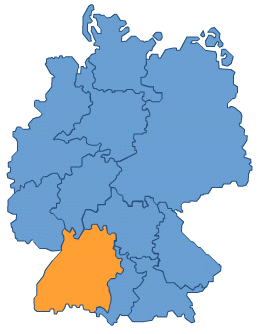
Geschäftsgebiet

Die Sparda-Bank Baden-Württemberg eG ist eine deutsche Genossenschaftsbank mit Sitz in Stuttgart. Sie entstand 1999 aus der Fusion der Sparda-Banken Karlsruhe und Stuttgart. Die Sparda-Bank Baden-Württemberg ist eine der elf deutschen Genossenschaftsbanken, die im Verband der Sparda-Banken zusammengeschlossen sind. Sie ist Mitglied im Bundesverband der Deutschen Volksbanken und Raiffeisenbanken sowie dessen Sicherungseinrichtung und gehört dem Cashpool an.
Mit einer Bilanzsumme von 15 Milliarden Euro im Geschäftsjahr 2024 ist sie die sechstgrößte Genossenschaftsbank in Deutschland und damit die größte Sparda-Bank in Deutschland. Sie ist ferner der größte Baufinanzierer in Baden-Württemberg mit ungefähr 1,76 Milliarden Euro Finanzierung im Jahr 2023.
Der am 6. Mai 1896 in Karlsruhe gegründete Spar- und Vorschuss-Verein der badischen Eisenbahnbeamten war die erste Sparda-Bank überhaupt. Entstanden als Eisenbahn-Spar- und Darlehenskassen für Beamte der Eisenbahn, Post und Dampfschifffahrt, sollten die Sparda-Banken ihren Mitgliedern bescheidenen Wohlstand sichern.

## Girokonto
Die Sparda-Bank Baden-Württemberg hat zwei Girokonto Modelle für Mitglieder. Zum einen SpardaZero als kostenloses Konto für Kundinnen und Kunden unter 31 Jahren. Zum anderen SpardaGiro, welches seit dem 1. Januar 2024 für alle über 31 Jahren monatlich 3,90 € kostet.
Die Sparda-Bank Baden-Württemberg war eine von vier Sparda-Banken, die nach dem Ausstieg aus der eigenen App zum Online-Banking trotz heftiger anhaltender Kundenproteste an der App des Startup-Unternehmens Comeco und dessen Finanzierung festhielt. Die Sparda-Bank BW war in dieser Zeit mit über 30 Mio. EUR Hauptinvestor an dem Startup-Unternehmen. Im Juli 2025 wechselte die Sparda-BW das Kernbankensystem, die Software für das Onlinebanking und nutzt jetzt die Software von Atruvia.